# TAI T929 ATAK 2
TAI T929 ATAK 2 – prototypowy turecki śmigłowiec szturmowy, klasyfikowany przez producenta jako śmigłowiec uderzeniowy klasy ciężkiej.

## Historia
W drugiej połowie września 2017 roku, prezes i jednocześnie dyrektor zarządzający Turkish Aerospace Industries (TAI) (tur. Türk Havacılık ve Uzay Sanayii AŞ, TUSAŞ) poinformował o rozpoczęciu prac koncepcyjnych nad nowym śmigłowcem szturmowym o masie startowej rzędu 8000 kg. Nowa konstrukcja miała być istotnie większa od T-129 ATAK, licencyjnej wersji włoskiego Agusta A129 Mangusta. Miesiąc później, w październiku 2017 roku pojawiły się pierwsze wizualizację nowej maszyny, która otrzymała wstępne oznaczenie T129B Mk II a następnie ATAK 2. Początkowo planowano, iż śmigłowiec będzie napędzany silnikami T700-TEI-701D lub w przyszłości, mocniejszymi, ale będącym nadal w stadium opracowywanie TS1400. Pod koniec lutego 2019 roku, turecka Agencja Przemysłu Obronnego podpisała z TAI umowę na zaprojektowanie nowego ciężkiego śmigłowca uderzeniowego, którego parametry powinny odzwierciedlać potrzeby tureckich sił zbrojnych oraz budowę co najmniej trzech prototypów. Bazową konstrukcją miała zostać wersja przeznaczona do bazowanie lądowego, jednak tak samo jak w przypadku innych konstrukcji powstających w tym samym okresie, zaplanowano również wersję morską, mogącą operować z pokładu tureckiego uniwersalnego okrętu desantowego–lotniskowca TCG „Anadolu”. Wymagano również aby maszyna była zdolna do operowania w warunkach wysokogórskich, dużych temperatur powietrza (przedział temperatur określono na od -40 do +50 °C).
Makietę śmigłowca po raz pierwszy zaprezentowano na odbywających się w Turcji targach International Defence Industry Fair w 2019 roku. Z udostępnionych wówczas informacji wynikało, iż planowane jest opracowanie nowych jednostek napędowych dla śmigłowca, aczkolwiek prototypy napędzane mają być dostępnymi, komercyjnymi silnikami. W międzyczasie wzrosły oczekiwania względem parametrów jakimi miała charakteryzować się konstrukcja, do 10 000 – 11 500 kg wzrosła jej masa startowa, ciężar przenoszonego uzbrojenia określono na poziomie 1200 kg a następnie 1500 kg.
W lutym 2023 roku ukończono rozpoczętą latem 2022 roku budowę pierwszego prototypu. Ukończony prototyp został oblatany w kwietniu 2023 roku. Za sterami maszyny usiadł główny pilot testowy TAI Arif Ateş.

## Uzbrojenie
Początkowo planowano wykorzystanie trzy lufowego działka o kalibrze 20 mm, jednak zarzucono ten pomysł na rzecz działka T-30H kalibru 30 mm, opracowanego przez turecki podmiot Aselsan. Zainstalowanego w ruchomej wieżyczce pod kadłubem w przedniej części maszyny. Główne uzbrojenie przenoszone jest na sześciu węzłach, umieszczonych pod usterzeniem śmigłowca (po trzy na płat). Planowana jest integracja konstrukcji z systemami niekierowanych pocisków rakietowych kalibru 70 mm, szerokiej gamy pocisków przeciwpancernych rodziny UMTAS. T929 ATAK 2 wyposażony został w zestaw czujników ostrzegających załogę o promieniowaniu radarowym, laserowym i sensory ostrzegające o wystrzeleniu pocisku przeciwlotniczym. Opancerzona kabina załogi ma chronić przed ostrzałem pociskami kalibru 12,7 mm.

## Konstrukcja
Maszynę zaprojektowano w klasycznym, tandemowym układzie foteli załogi. Pojedynczym, pięciołopatowym wirnikiem głównym i czterołopatowym śmigłem ogonowym. Maszyna dysponuje trójpodporowym stałym podwoziem z tylnym kółkiem ogonowym. Golenie podwozia głównego przymocowano do burt śmigłowca. W czerwcu 2021 roku podano do publicznej wiadomości informacje, iż prototypy napędzane będą ukraińskimi jednostkami TW3-117WMA-SB1MW o mocy startowej 1864 kW (2500 KM). Docelowo jednak producent planuje zastosowanie rodzimej produkcji silników TEI TS3000. Załoga dysponuje nahełmowymi wyświetlaczami zintegrowanymi z celownikiem. Według niepotwierdzonych informacji śmigłowiec może zostać wyposażony w radar kontroli ognia Mildar umieszczony na szczycie głowicy głównego wirnika. Zainstalowana zostanie turecka głowica obserwacyjna Aselflir.